# 多孔菌

樹木の幹に生えた多孔菌の一種

多孔菌（Polypores）は、多孔質で硬質な皮状のキノコのグループである。傘の形状はイグチ科のものに似るが、明瞭な柄を欠く。両グループのキノコのより専門的な判別法としては、多孔菌は傘下面の胞子形成組織（子実層托）が連続的でなく管孔状ということがある。多孔菌の多くは "bracket fungus" と呼ばれる棚型（いわゆるサルノコシカケのような形）のキノコである。
このような多孔菌と呼ばれるキノコは、担子菌門の高次分類の中で、様々な系統において独立に進化・出現した多系統群である。多くの多孔菌のキノコは多孔菌目（Polyporales）に含まれるが、他のグループに属するものもある。
多孔菌はよく朽ち木に見られる。多孔菌自身は腐敗に対するある程度の抵抗性を持っており、しばしば菌体にコケが生えるほどの長期に渡り残存する。多孔菌科のキノコは繊維質で強靭な種が多いため食用となる種は限られる。

## 属
多孔菌を科レベルの集団として扱う場合、一般に30属ほどが含まれる。主なものを列挙する。
- Abundisporus
- チャミダレアミタケ属 Daedaleopsis
- Fibroporia
- キカイガラタケ属 Gloeophyllum
- エゾシロアミタケ属 Haploporus
- アイカワタケ属 Laetiporus
  - アイカワタケ（もしくはマスタケ） La. sulphureus
- シイサルノコシカケ属 Loweporus
- カワキタケ属 Panus
- Perenniporia
- タマチョレイタケ属 Polyporus
- アナタケ属 Poria
- シュタケ属 Pycnoporus

## 伝統的な用途
多くの多孔菌は食用であるか、少なくとも無毒だが、一部の属にはキノコ中毒を引き起こす毒キノコが含まれている。たとえば、Hapalopilus属の多孔菌は、腎機能障害や中枢神経系機能の異常を含む中毒症状を引き起こした例が報告されている。
また、多孔菌の一部は古くから儀式や実用目的で使用されてきた。たとえば、有名なミイラのアイスマンは2種類の多孔菌、Piptoporus betulinus
とFomes fomentarius
を所持した状態で発見されている。
伝統医学で使用されている多孔菌にはマンネンタケ（霊芝）やカワラタケ、カバノアナタケなどがある。

## 写真

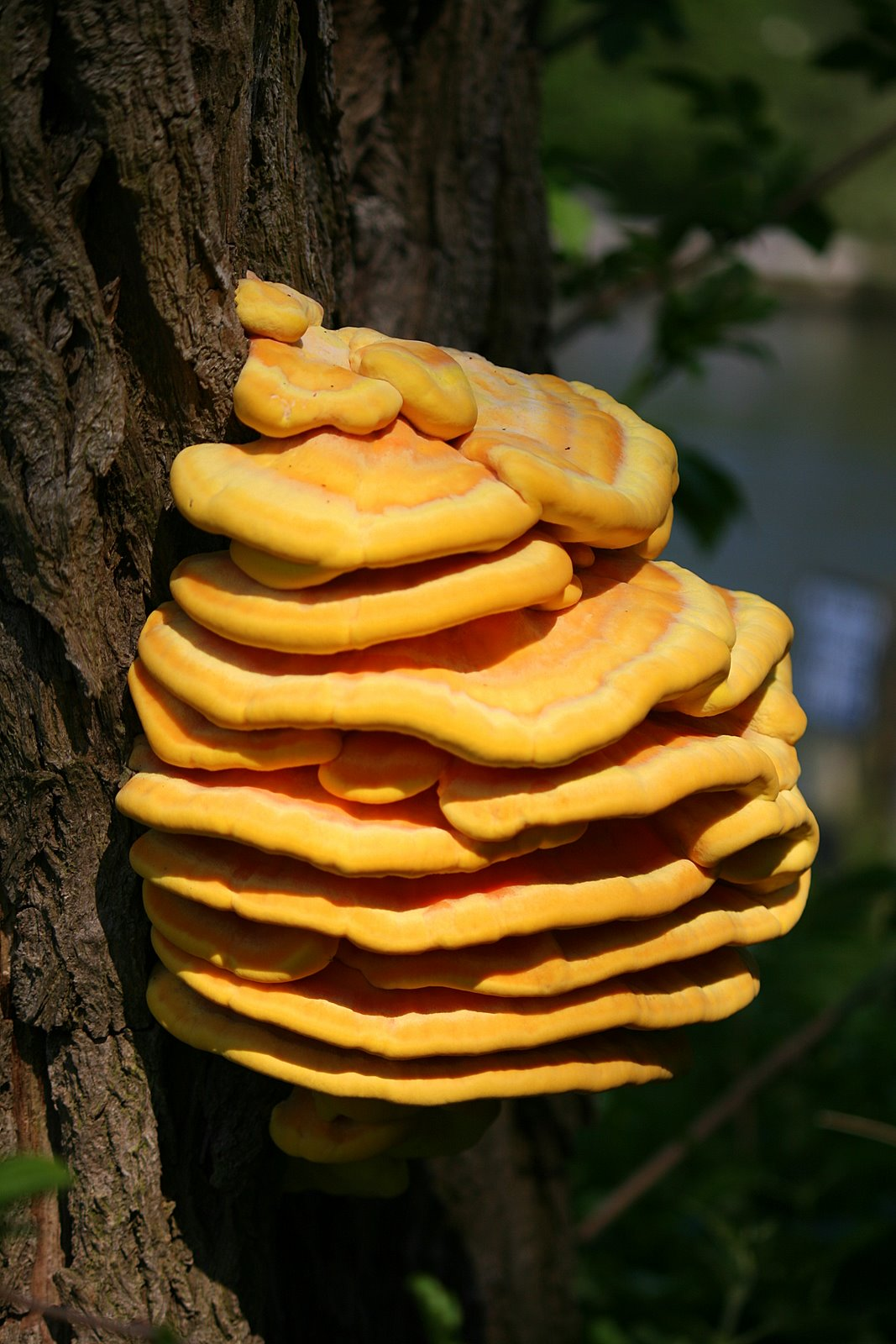
アイカワタケ
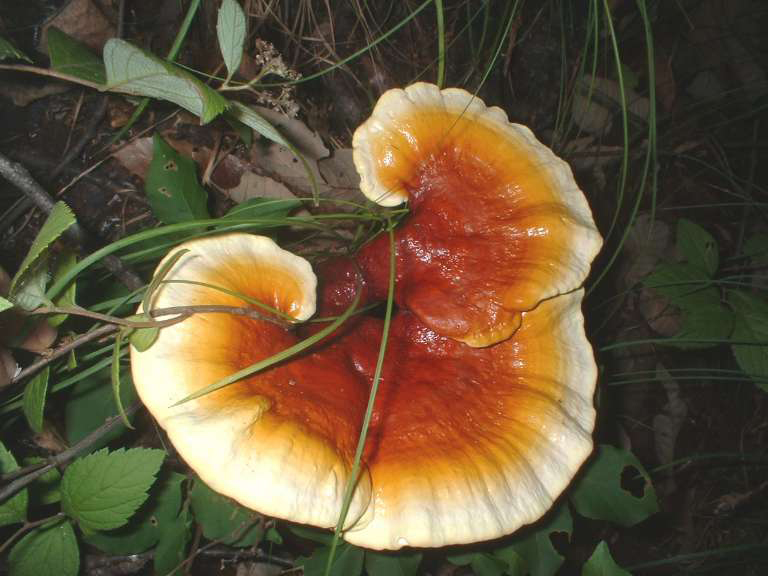
マンネンタケ
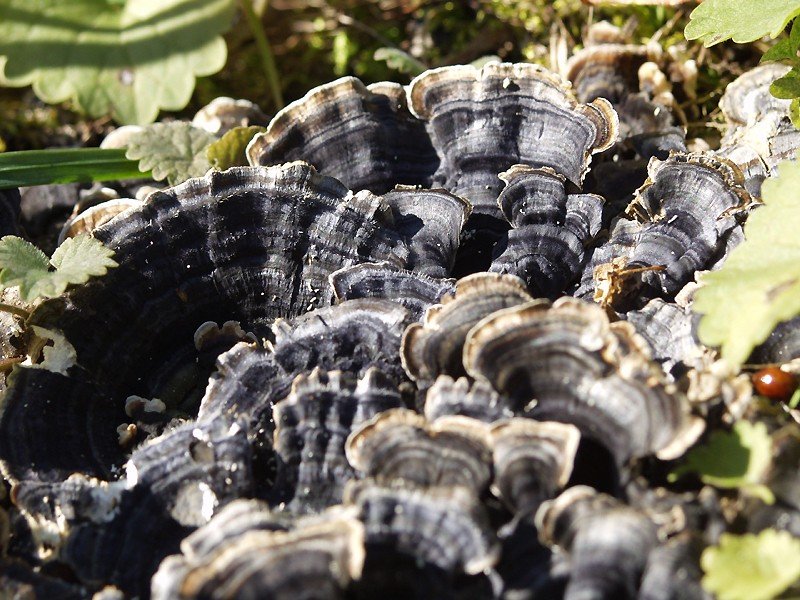
カワラタケ
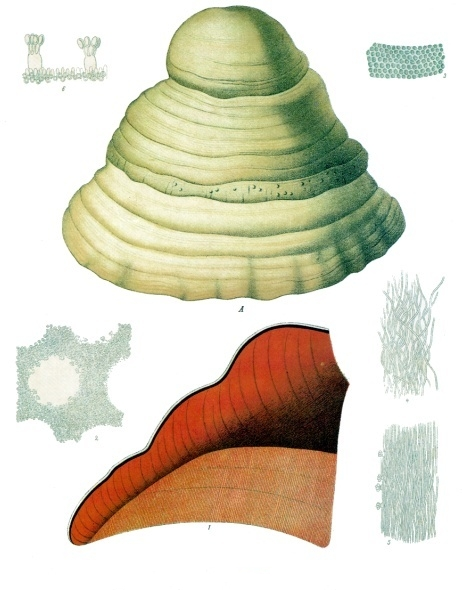
ツリガネタケの構造